# Francis Honeycutt
Francis Honeycutt (n. 26 mai 1883, California, SUA – d. 20 septembrie 1940, Woodbine⁠(d), Georgia, SUA) a fost un scrimer american, medaliat olimpic. A participat la o ediție a Jocurilor Olimpice (1920) în care a câștigat o medalie de bronz.

## Participări
Lista de mai jos prezintă principalele competiții la care a participat Francis Honeycutt de-a lungul carierei.
- fencing at the 1920 Summer Olympics – men's team foil[*]